# Indukcja magnetyczna
Indukcja magnetyczna (zwana również: „indukcją pola magnetycznego”) – podstawowa wielkość wektorowa opisująca pole magnetyczne. Opisuje natężenie pola magnetycznego wewnątrz ciała.

## Definicja
Indukcja magnetyczna jest definiowana nie wprost, ale przez siłę działającą na poruszający się ładunek elektryczny (noszącą nazwę siły Lorentza):
Jeżeli w pewnym obszarze na poruszający się ładunek działa siła określona przez następujący iloczyn wektorowy
{\displaystyle {\vec {F}}=q({\vec {v}}\times {\vec {B}}),}
gdzie:
{\displaystyle {\vec {F}}} – siła działająca na ładunek elektryczny z powodu jego ruchu w polu magnetycznym,
{\displaystyle q} – ładunek elektryczny,
{\displaystyle {\vec {v}}} – prędkość ładunku,
to w obszarze tym występuje pole magnetyczne o indukcji {\displaystyle {\vec {B}}.}
Skalarnie wartość siły Lorentza też można zapisać jako:
{\displaystyle F=|q|vB\sin \alpha ,}
gdzie {\displaystyle \alpha } – jest kątem pomiędzy wektorem prędkości a wektorem indukcji magnetycznej.
Wartość indukcji magnetycznej możemy określić przez siłę {\displaystyle F} działającą na ładunek {\displaystyle q} poruszający się w polu magnetycznym z prędkością {\displaystyle v,} prostopadle kierunku indukcji, wówczas:
{\displaystyle B={\frac {F}{|q|v}}.}
Z matematycznego punktu widzenia wektor indukcji magnetycznej jest pseudowektorem.

## Nazwa
Historycznie termin pole magnetyczne jest zarezerwowany dla wielkości oznaczonej przez {\displaystyle \mathbf {H} .} Analogicznie do natężenia pola elektrycznego, termin natężenie pola powinien oznaczać wielkość zależną od właściwości materiału/środowiska (a niezależną od źródła ładunku lub prądu elektrycznego), w którym istnieje pole – w tym przypadku {\displaystyle \mathbf {B} .} Wielkość {\displaystyle \mathbf {B} } jest podstawową wielkością elektromagnetyczną (tak, jak {\displaystyle \mathbf {E} }), a {\displaystyle \mathbf {H} } i {\displaystyle \mathbf {D} } są wielkościami „pomocniczymi”.

## Związek z natężeniem pola magnetycznego
Indukcję magnetyczną można zapisać jako:
{\displaystyle \mathbf {B} =\mu \mathbf {H} ,}
gdzie:
{\displaystyle \mathbf {B} } – indukcja magnetyczna. Jednostką jest tesla {\displaystyle \mathrm {[T]} ,}
{\displaystyle \mu } – przenikalność magnetyczna ośrodka, wyrażona w henrach na metr {\displaystyle \mathrm {[H/m]} ,} czyli {\displaystyle \mathrm {[{T\cdot m}/A]} ,}
{\displaystyle \mathbf {H} } – natężenie pola magnetycznego {\displaystyle \mathrm {[A/m]} .}
Oznacza to, że indukcja magnetyczna wewnątrz ciała równa jest natężeniu pola magnetycznego poza ciałem, pomnożonemu przez współczynnik przenikalności magnetycznej materiału. Indukcja magnetyczna zależy od właściwości magnetycznych ciała (materiału) w przeciwieństwie do natężenia pola magnetycznego.
Jednocześnie zachodzi zależność:
{\displaystyle \mathbf {B} =\mu _{0}(\mathbf {H} +\mathbf {M} ),}
gdzie:
{\displaystyle \mu _{0}} – przenikalność magnetyczna próżni,
{\displaystyle \mathbf {M} } – magnetyzacja.

## Jednostka
Jednostką indukcji magnetycznej jest tesla oznaczana wielką literą T
{\displaystyle \mathrm {[T]=\left[{\frac {N}{A\cdot m}}\right]} .}

## Wytwarzanie pola magnetycznego przez prąd elektryczny
Indukcję magnetyczną wytwarzaną przez prąd elektryczny opisuje prawo Biota-Savarta. Przyczynek {\displaystyle d{\vec {B}}} do pola indukcji magnetycznej w danym punkcie A od elementu długości {\displaystyle d{\vec {l}}} przewodnika z prądem o natężeniu {\displaystyle I.}

Sposób wyznaczania kierunku i zwrotu indukcji magnetycznej

{\displaystyle \mathrm {d} {\vec {B}}=K_{m}{\frac {Id{\vec {l}}\times {\hat {r}}}{r^{2}}},}
gdzie:
{\displaystyle K_{m}={\frac {\mu _{0}\mu _{r}}{4\pi }}} (zob. Przenikalność magnetyczna),
{\displaystyle I} – natężenie prądu, wyrażone w amperach,
{\displaystyle \mathrm {d} {\vec {l}}} – skierowany element przewodnika; wektor o kierunku przewodnika, zwrocie odpowiadającym kierunkowi prądu i długości równej długości elementu przewodnika,
{\displaystyle {\hat {r}}} – wersor dla punktów wytwarzającego pole (elementu przewodnika) i miejsca pola,
{\displaystyle r} – odległość elementu przewodnika od punktu pola.